# Kuchyně Marian

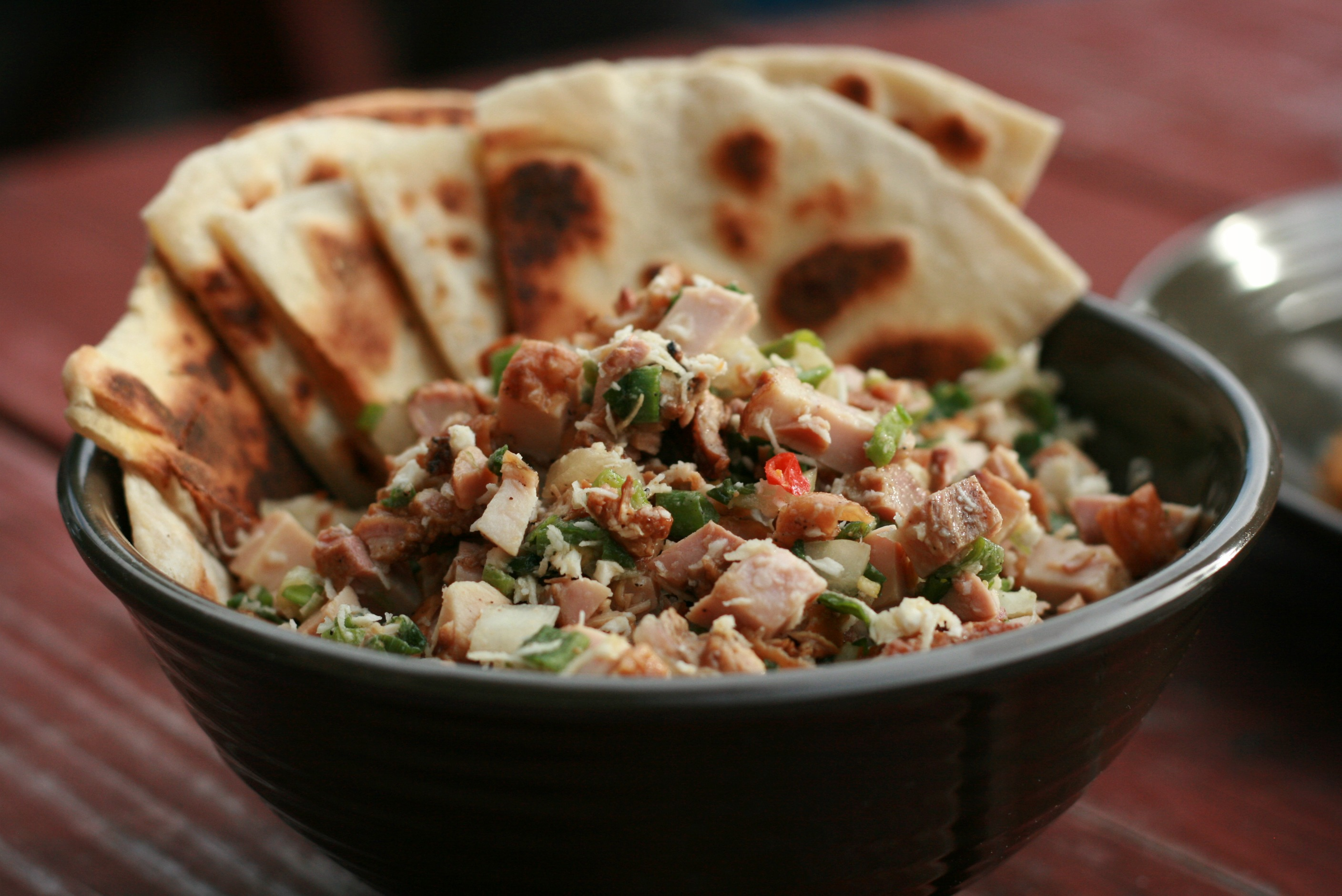
Kelaguen

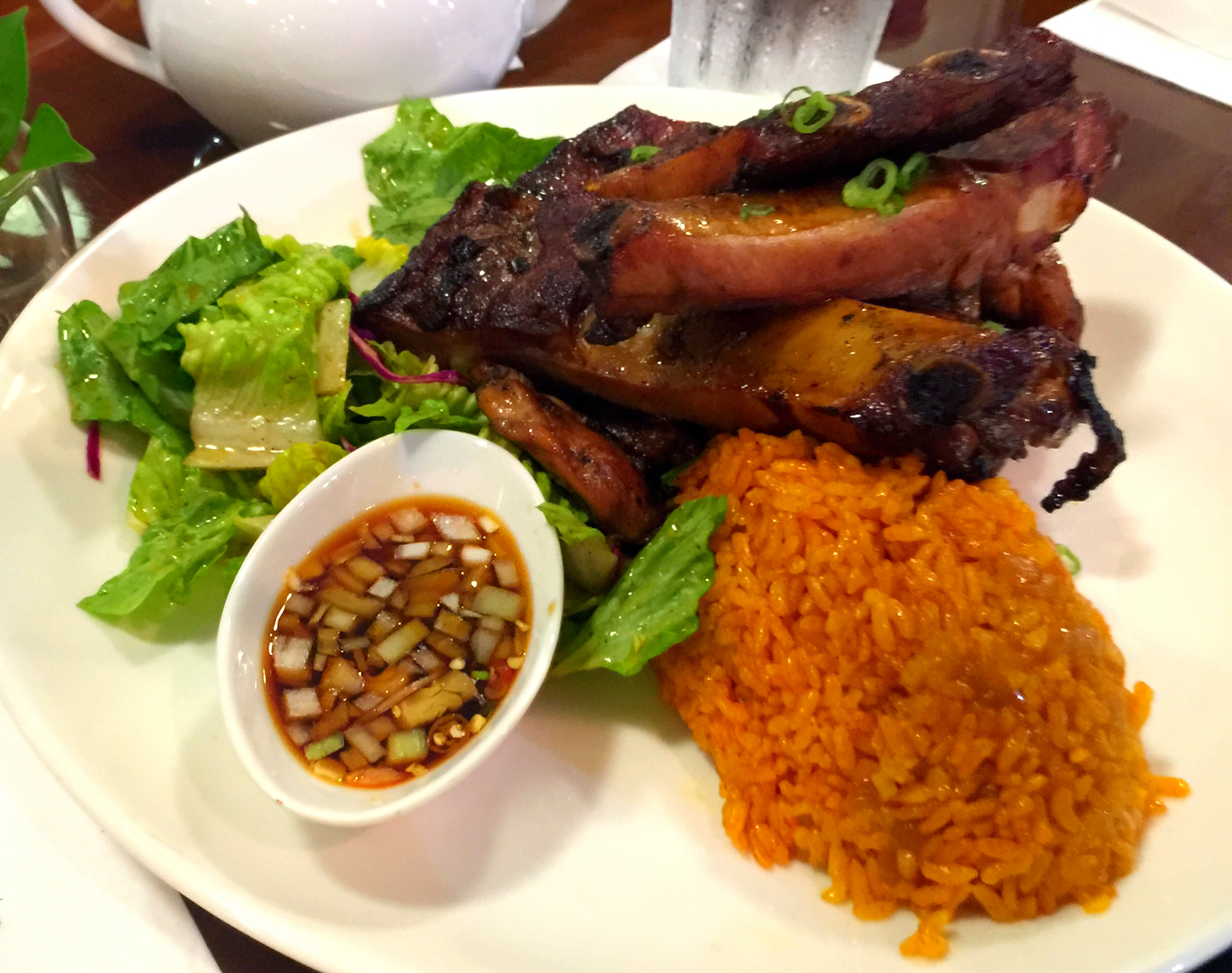
Opečené maso s červenou rýží a omáčkou fina'denne'

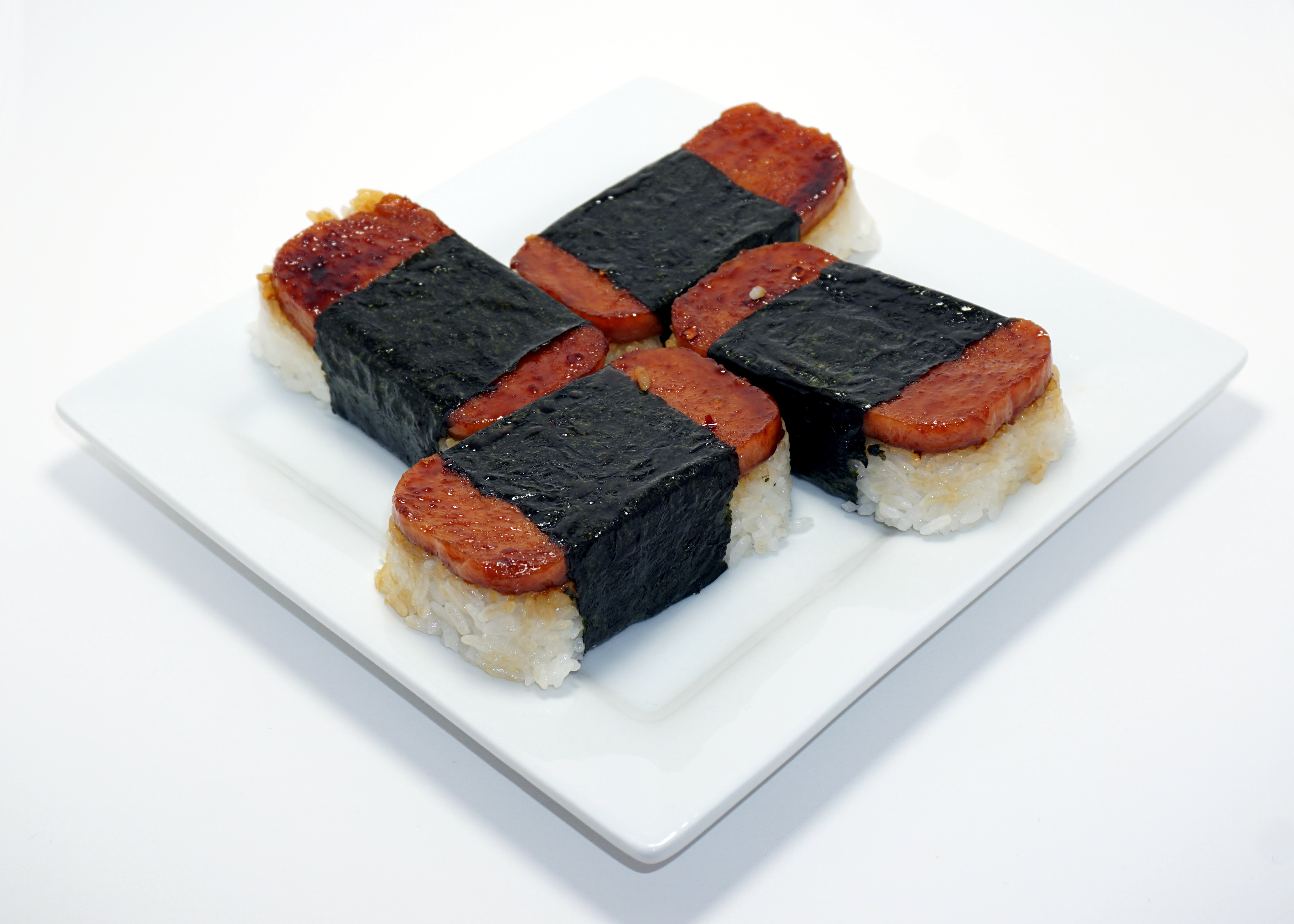
Spam musubi

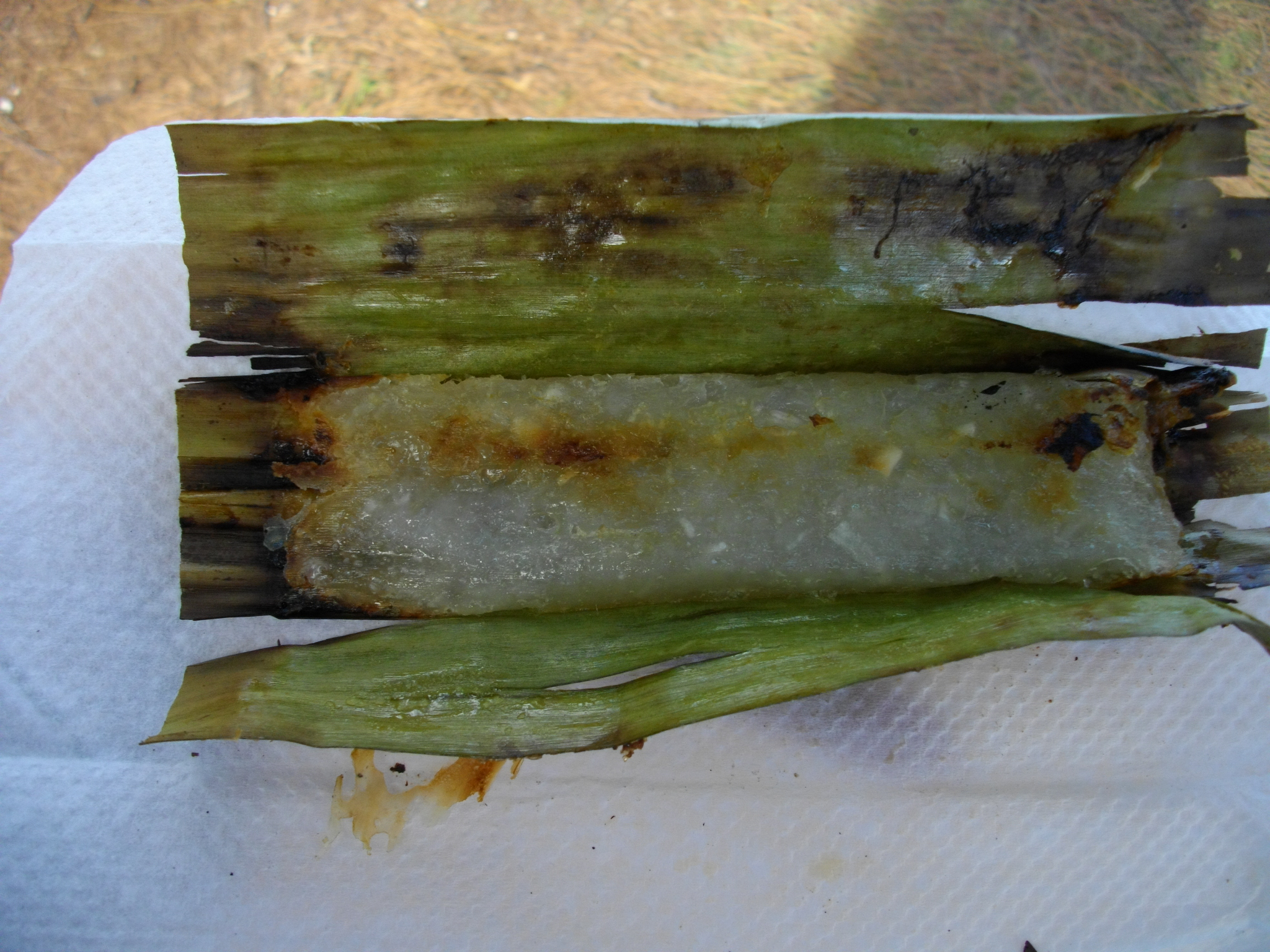
Apigigi’

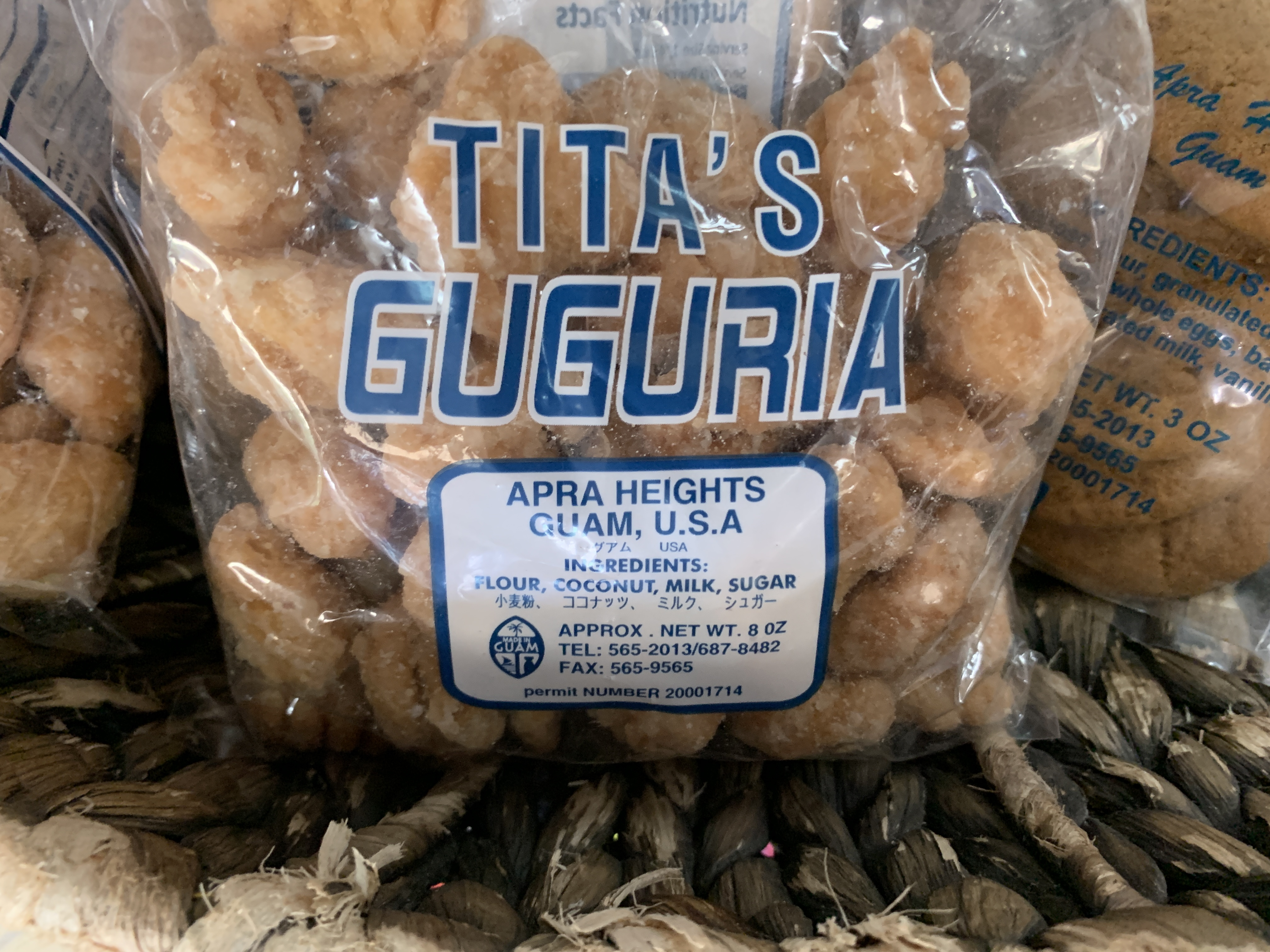
Guyuria

Kuchyně Marian (Mariánských ostrovů, zahrnujících teritoria USA Severní Mariany a Guam) je fúzí mnoha kuchyní a vlivů, především různých asijských kuchyní (především filipínské, japonské a korejské), americké kuchyně, kuchyní z různých oblastí Oceánie (např. havajské), ale i španělské kuchyně. Hojně využívá ryby, mořské plody a maso (vepřové, drůbeží, ale i netopýří, které je místní specialitou), mezi populární koření patří chilli, velmi populární je například omáčka tabasco nebo omáčka fina'denne' (kyselá omáčka s chilli a sójovou omáčkou), lokální specialita. Na Marianách také existuje lokální odrůda chilli papriček zvaná donni’ såli.

## Příklady pokrmů z Marian
Příklady pokrmů z Marian:
- Kelaugen, směs ze syrových kousků masa nebo ryb marinovaných v citronové šťávě, kousků kokosové dužiny a zeleniny, ochucená chilli.[5]
- Červená rýže, rýže obarvená na červeno plody annatto (oreláník barvířský).
- Kå'du fanihi, polévka z kaloně vařeného v kokosovém mléce.[6]
- Lumpia, jarní závitky.
- Maso spam, někdy se podává opečené s rýží a řasou nori jako spam musubi (suši).
- Apigigi’, kokosový dezert, který se opéká v banánovém listu.[7]
- Buñelos uhang, krevety a zeleniny ve fritovaném těstíčku.
- Guyuria, tvrdé kokosové sušenky.[8]
- Pancit, nudle ve filipínském stylu.
- Empanada, plněná taštička převzatá ze španělské kuchyně.[9]
- Kimčchi, korejské fermentované zelí.
- Estufao, maso vařené v omáčce z octa a sójové omáčky.
- Kalamai, kokosový pudink
- Tinala' kåtni, marinované sušené hovězí maso, podobné jerky.[10]